# SERPINB10
SERPINB10‏ (Serpin family B member 10) هوَ بروتين يُشَفر بواسطة جين SERPINB10 في الإنسان.